# 水酸化リチウム
水酸化リチウム（すいさんかリチウム、英: lithium hydroxide）は化学式が LiOH と表されるリチウムの水酸化物である。無水物は吸湿性の白色固体である。水に可溶性で、水溶液は強アルカリ性を示し腐食性を持つ。エタノールにわずかに溶ける。水和物及び無水物の形で市販されている。

## 合成
純粋な酸化リチウム Li2O を水と反応させると得られる。工業的には炭酸リチウムを水酸化カルシウムと反応させて合成する。
{\displaystyle {\ce {Li2O + H2O -> 2LiOH}}}
{\displaystyle {\ce {Li2CO3(aq) + Ca(OH)2(aq) -> 2LiOH(aq) + CaCO3(s)}}}
金属リチウムは水と反応して水酸化リチウムを与える。
{\displaystyle {\ce {2Li\ + 2H2O -> 2LiOH(aq)\ + H2}}},　　　{\displaystyle {\mathit {\Delta }}H^{\circ }=-445.31{\mbox{kJ mol}}^{-1}}
この反応は非常に激しく発熱的であり、ナトリウムなどよりは穏やかであるが空気中で反応させると発生する水素 (H2) が明るい炎をあげて燃焼する。このため、リチウム電池は水と接触させてはならないとされる。

## 性質
固体はリチウムイオン及び水酸化物イオンよりなるイオン結晶であり、強塩基であるが他のアルカリ金属の水酸化物より溶解度が低く潮解性ではなく、塩基強度は低い。
水に溶かす際に発熱するが他のアルカリ金属水酸化物より発熱は少ない。
{\displaystyle {\ce {LiOH(s)<=>{Li^{+}(aq)}+OH^{-}(aq)}}},　　　{\displaystyle {\mathit {\Delta }}H^{\circ }=-23.55{\mbox{kJ mol}}^{-1}}
水溶液より析出する固相は一水和物であり、一水和物の溶解熱もやや発熱的である。一水和物は加熱及び、真空中で五酸化二リンの作用により脱水し無水物となる。
{\displaystyle {\ce {LiOH\cdot H2O(s)<=>Li^{+}(aq)\ +OH^{-}(aq)\ +H2O(l)}}},　　　{\displaystyle {\mathit {\Delta }}H^{\circ }=-6.30{\mbox{kJ mol}}^{-1}}
また、他のアルカリ金属水酸化物より熱的に不安定で、強熱により水を失い酸化物となる。
{\displaystyle {\ce {2LiOH ->[\Delta] Li2O\ + H2O}}}
固体及び水溶液は二酸化炭素を吸収しやすく、比較的濃厚な水溶液に二酸化炭素を通じた場合は炭酸リチウムが沈殿する。

## 用途
蓄電池の電解質、写真の現像液、重合反応の触媒として利用される。また、セラミックスの原料、ステアリン酸リチウムなど他のリチウム化合物の合成にも用いられる。ステアリン酸リチウムは耐水性に優れ、高温・低温下でも劣化しない潤滑用グリースとして使われる。
さらに、二酸化炭素の吸収剤としてガスや空気の精製に用いられる。1グラムの無水水酸化リチウムは450ミリリットルの二酸化炭素を吸着することができる。宇宙船や潜水艦、及びリブリーザー（循環式呼吸装置）では呼気に含まれる二酸化炭素を水酸化リチウムと反応させ、炭酸リチウムとすることによって除去する（以下の反応による）。アポロ13号の乗組員は、月着陸船に搭載されていた水酸化リチウムキャニスター (lithium hydroxide canister) を命綱とした。
{\displaystyle {\ce {2LiOH\cdot H2O\ +CO2->Li2CO3\ +3H2O}}}
加圧水型原子炉の冷却材ではホウ酸の中和に使われる。